# France 4
A France 4 é uma rede pública de televisão francesa com programação voltada para arte e música. O canal faz parte do grupo France Télévisions.
Sua programação está disponível através da televisão a cabo, satélite, ADSL e o novo sistema de televisão digital terrestre.

## História
O canal surgiu em 24 de junho de 1996 como um tema que alimentou a oferta da nova operadora de satélites TPS, da qual a France Télévision era acionista. Assim nasceu o "Festival", um novo canal encarregado de programar filmes de prestígio e grandes sagas cinematográficas.
No ano 2001, o governo socialista de Lionel Jospin pediu ao presidente da France Télévisions para iniciar um projeto de canal através da nova tecnologia de televisão digital terrestre, à qual ele respondeu com um projeto de três canais: France 1 (informação contínua). ), França 4 (dedicada às regiões francesas) e França 6 (reedições da França 2 e da França 3 em momentos diferentes). No entanto, a mudança de governo e um reajuste no orçamento variaram o projeto, passando a ser constituído pela France 5 durante as 24 horas (o canal Art vai se separar) e pelo canal do Parlamento Francês.
A France Télévisions mudou de ideia para adicionar um novo canal, que devido à falta de orçamento surgiria do Festival, comissionando uma nova grade e identidade corporativa. Em 2002, o Conselho do Audiovisual francês autorizou a presença do Festival na TDT, e a grade proposta seria baseada em shows e eventos, esportes, ficção, filmes e séries, convertendo o canal em uma oferta de mini-generalistas. A França 4 nasceria como tal em abril de 2005.
Em janeiro de 2009, a Arte cedeu os 11% que possuía da France 4 para a France Televisions, que a partir de então será o único acionista do canal.

## Identidade Visual

### Logotipo

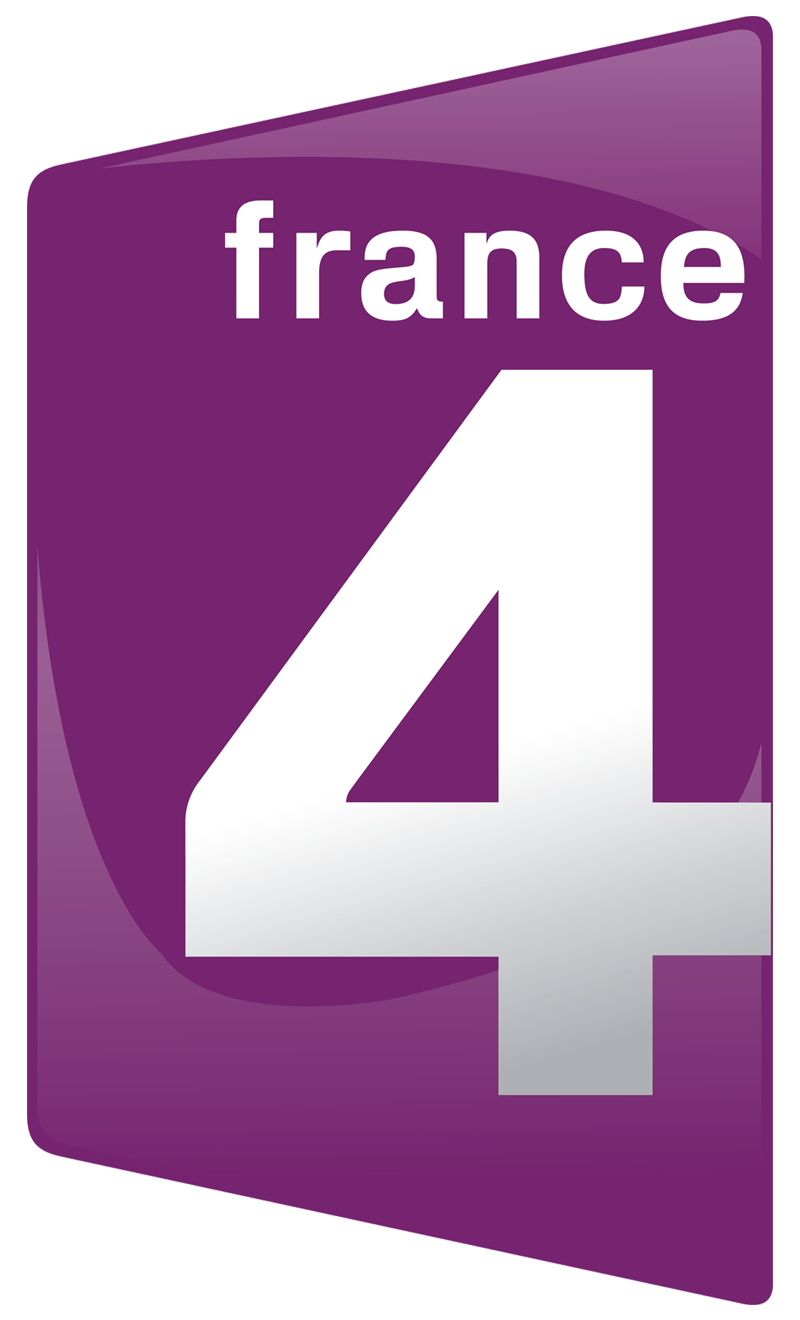
Logotipo do France 4 de 7 de abril de 2008 a 19 de setembro de 2011
Logotipo da France 4 de 19 de setembro de 2011 a 28 de março de 2014
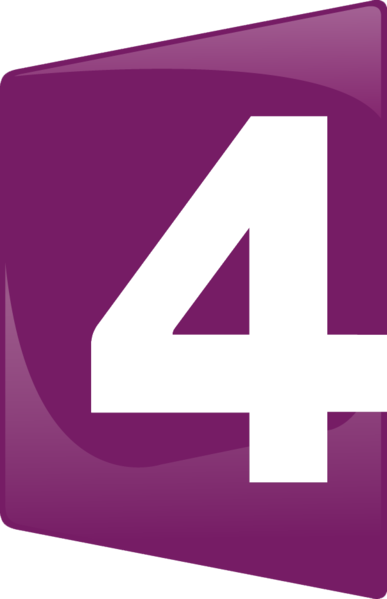
Logotipo do France 4 de 28 de março de 2014 a 29 de janeiro de 2018
Logotipo do France 4 deste 29 de janeiro de 2018

### Slogans
- março de 2005 : "Le plaisir avant tout"
- 2011 : "Stimulant sans arômes artificiels"
- setembro de 2011 : "Elle n'a pas fini de vous surprendre"
- outubro de 2012 : "L'esprit positif"
- outubro de 2014 : "Ça déchaîne"
- janeiro de 2018 : "4 fois plus ensemble"

## Programação
A France 4 tem uma oferta de caráter mini-federal. Nos estatutos da France Télévisions, o canal é reservado para a cobertura de eventos culturais, artísticos e de entretenimento. Dentro de sua programação está presente a oferta esportiva, focada em diversos eventos e Campeonatos Internacionais como Roland Garros, competições de futebol francês, a NFL ou Copa do Mundo de judô ou rugby. É focado em um público jovem, por isso também oferece séries internacionais (muitas delas dos Estados Unidos).

## Audiência
|      | Janeiro | Fevereiro | Março | Abril | Maio | Junho | Julho | Agosto | Setembro | Outubro | Novembro | Dezembro | Média anual |
| ---- | ------- | --------- | ----- | ----- | ---- | ----- | ----- | ------ | -------- | ------- | -------- | -------- | ----------- |
| 2007 | -       | -         | -     | -     | 0.4% | 0.5%  | 0.5%  | 0.6%   | 0.5%     | 0.4%    | 0.5%     | 0.6%     | 0.4%        |
| 2008 | 0.6%    | 0.6%      | 0.7%  | 0.8%  | 0.9% | 0.8%  | 0.9%  | 0.9%   | 0.9%     | 1.1%    | 1.1%     | 1.1%     | 0.9%        |
| 2009 | 1.0%    | 1.0%      | 1.0%  | 1.0%  | 1.1% | 1.0%  | 1.0%  | 1.0%   | 1.0%     | 1.2%    | 1.2%     | 1.3%     | 1.1%        |
| 2010 | 1.4%    | 1.4%      | 1.6%  | 1.7%  | 1.7% | 1.6%  | 1.5%  | 1.5%   | 1.6%     | 1.7%    | 1.7%     | 1.8%     | 1.6%        |
| 2011 | 1.7%    | 1.7%      | 1.8%  | 1.8%  | 2.0% | 2.1%  | 2.0%  | 2.1%   | 2.0%     | 1.9%    | 2.0%     | 2.3%     | 2.0%        |
| 2012 | 2.3%    | 2.2%      | 2.0%  | 2.0%  | 2.3% | 2.2%  | 2.0%  | 2.2%   | 2.1%     | 2.0%    | 2.0%     | 1.9%     | 2.1%        |
| 2013 | 1.7%    | 1.6%      | 1.6%  | 1.7%  | 2.0% | 1.9%  | 1.8%  | 1.8%   | 1.7%     | 1.9%    | 1.7%     | 1.7%     | 1.8%        |
| 2014 | 1.7%    | 1.6%      | 1.7%  | 1.5%  | 1.6% | 1.5%  | 1.6%  | 2.1%   | 1.6%     | 1.5%    | 1.3%     | 1.4%     | 1.6%        |
| 2015 | 1.5%    | 1.6%      | 1.6%  | 1.7%  | 1.7% | 1.7%  | 1.8%  | 1.8%   | 1.8%     | 1.9%    | 1.6%     | 1.9%     | 1.7%        |
| 2016 | 1.9%    | 1.9%      | 1.9%  | 2.0%  | 2.0% | 1.7%  | 2.0%  | 2.1%   | 1.8%     | 2.0%    | 1.8%     | 1.9%     | 1.9%        |
| 2017 | 1.9%    | 1.8%      | 1.7%  | 1.7%  | 1.8% | 2.0%  | 2.1%  | 1.9%   | 1.8%     | 1.7%    | 1.5%     | 1.5%     | 1.8%        |

## France Télévisions
Os outros canais públicos franceses são a France 2, a France 3 e a France 5, que também fazem parte do grupo France Télévisions.